# Домашний фильм: Принцесса-невеста
Домашний фильм: Принцесса-невеста (англ. Home Movie: The Princess Bride) — американский комедийный мини-сериал режиссёра Джейсона Рейтмана, «фан-фикшн», воссоздающий фильм 1987 года «Принцесса-невеста». Снятый в то время, когда актёры, участвовавшие в фильме, изолировались от общества во время пандемии COVID-19 в США, он снят в намеренно DIY-моде, с актёрским ансамблем, записывающим свои сцены на собственные смартфоны, и несколькими актёрами, играющими самые главные роли. В фильме в последний раз снялся Карл Райнер, отец режиссёра оригинального фильма Роба Райнера. Премьера фильма состоялась в коротких сериях в июне и июле 2020 года на Quibi.

## В ролях
- Внуки: Джош Гэд, Маккенна Грейс, Кейт Л. Уильямс[англ.], Логан Ким, Джоуи Кинг, Роб Райнер, Фред Сэвидж.
- Дедушки: Роб Райнер, Джей Кей Симмонс, Джанкарло Эспозито, Сара Сильверман, Роман Марс[англ.], Роберт Вул, Адам Сэндлер, Карл Райнер.
- Мать: Ретта.
- Уэсли: Крис Пайн, Коммон, Сэм Рокуэлл, Нил Патрик Харрис, Софи Тернер, Дэвид Спейд, Джон Хэмм, Кейтлин Дивер, Брэндон Раут, Кортни Форд, Томми Дьюи, Тайка Вайтити, Кристофер Минц-Плассе, Джек Блэк, Лукас Хеджес, Пол Радд и Кэри Элвис.
- Лютик: Тиффани Хэддиш, Пенелопа Крус, Дженнифер Гарнер, Лесли Бибб, Дэвид Бартка, Аннабель Уоллис, Зои Салдана, Джо Джонас, Маккензи Дэвис, Кимберли Брук, Зази Битц, Элис Освальт, Брэндон Раут, Кортни Форд, Зои Дойч, Дженна Ортега, Бини Фельдштейн и Робин Райт.
- Принц Хампердинк: Хью Джекман, Томас Леннон, Пенелопа Крус, Элайджа Вуд, Хосе Андрес, Дон Джонсон, Эрни Хадсон, Деннис Хейсберт, Джеймс Ван Дер Бик, Дэвид Ойелово и Кэри Элвис.
- Иниго Монтойя: Диего Луна, Оскар Нуньес, Финн Вулфард, Хавьер Бардем, Киган-Майкл Ки, Ник Кролл, Сара Купер, Кэтрин Рейтман, Джон Чо, Натали Моралес и Педро Паскаль.
- Феззик: Дэйв Баутиста, Брайан Баумгартнер, Ник Кролл, Шакил О’Нил, Кэтрин Рейтман, Зои Дойч, Крейг Робинсон, Шарлиз Терон и Джейсон Сигел.
- Виззини: Паттон Освальт, Анджела Кинси, Ник Кролл, Рэйн Уилсон и Кинг Бах.
- Граф Рюген: Мередит Сэленджер, Оливер Леннон, Стивен Мерчант, Би Джей Новак, Брайан Крэнстон и Энди Серкис.
- Чудо-Макс: Сет Роген.
- Валери: Эри Грейнор.
- Священник: Джон Малкович.
- Альбинос: Николас Браун.
- Древний Буер: Дженнифер Гарнер[1].
- Кричащий вестник: Ричард Спейт-младший.
- Р.О.У.С.: Лео Джеймс Раут.

## Критика
Сайт Commonsensemedia оценил сериал на 3 балла из 5, отметив что сериал предназначен для фанатов знающих оригинальный фильм, поскольку из-за постоянной смены актёрского состава следить за происходящим довольно тяжело.